# Fondation Panzi
 (février 2021).
La fondation Panzi pour la lutte des droits des femmes (FAP) a été créée en 2008 par Denis Mukwege et reconnue d'utilité publique le 12 mai 2015, a pour mission de promouvoir et protéger les droits des femmes et des filles, en particulier celles qui sont victimes de violences sexuelles en république démocratique du Congo.

## Origine et création
Denis Mukwege,, né le 1er mars 1955 à Bukavu, a très tôt souhaiter mener une vie au service des démunis.
Il a obtenu son diplôme en médecine à l'Université de Kisangani en 1983. Il s'est ensuite spécialisé en gynécologie-obstétrique.

### Fondation Panzi
Le 1er octobre 1999, il a fondé l'hôpital de Panzi à Bukavu, qui est devenu un centre réputé pour le traitement des femmes victimes de violences sexuelles. Cet hôpital offre non seulement des soins médicaux, mais aussi un soutien psychosocial et une réhabilitation sociale.
L’appel médiatique est entendu et suscite un vaste élan de générosité, surnommé « l’insurrection de la bonté ». Le combat de la lutte contre la violence sexuelle est confié à la fondation dès sa création en 2008

### Appel dit «L'insurrection de bonté»
Après la Première guerre du Congo, déclenchée en 1996, et marquée par une explosion de violences sexuelles en raison de l'effondrement des structures sociales et de l'instabilité politique, le Dr Mukwege a fondé l'hôpital de Panzi en 1999 où il a commencé à soigner les femmes victimes des violences sexuelles, souvent utilisées comme arme de guerre pendant ces conflits. Son travail est devenu emblématique dans la lutte contre les violences faites aux femmes en temps de guerre et a conduit son engagement plus large à travers l'appel à l'insurrection de bonté.